# مجمع پارلمانی ملل متحد
مجمع پارلمانی ملل متحد یا یونپا (UNPA) طرحی پیشنهادی است برای افزوده شدن به سیستم سازمان ملل متحد که امکان مشارکت بیشتر را برای اعضا به ارمغان می‌آورد. این ایده هنگام تأسیس مجمع ملل در سال‌های ۱۹۲۰ و دوباره در سال ۱۹۴۵ پس از پایان جنگ جهانی دوم مطرح شد، اما در دوران جنگ سرد خاموش ماند. کارزار برای مجمع پارلمانی ملل متحد در سال ۲۰۰۷ و توسط سازمان دموکراسی بدون مرز برای هماهنگ‌کردن تلاش‌ها به سوی مجمع پارلمانی ملل متحد ایجاد شد که از ژوئن ۲۰۱۷ تا کنون بیش از ۱۶۰۰ عضو پارلمان از ۱۰۰ کشور جهان از آن حمایت کرده‌اند.